# هيو لوفتينج
هيو جون لوفتنج (بالإنجليزية: Hugh John Lofting) (14 يناير 1886- 26 سبتمبر 1947) هو كاتب إنجليزي أمريكي، مبتكر شخصية دكتور دوليتل في الادب الكلاسيكي للأطفال. استقر في الولايات المتحدة بعد فترة وجيزة من الحرب وقبل نشر كتابه الأول.

## السيرة الذاتية
وُلِد لوفتينج في 14 يناير 1886 في ميدينهيد، المملكة المتحدة، لأب يُدعى جون براين لوفتينج وأم تُدعى إليزابيث أغنيس، وهو من أصول إنجليزية وإيرلندية. أصبح شقيقه الأكبر هيلاري لوفتينج، روائيًا في أستراليا، بعد أن هاجر إليها عام 1915.
تلقى لوفتينج تعليمه في كلية ماونت سانت ماري في سبينكهيل، ديربيشاير من عام 1905 إلى عام 1906، ثم درس الهندسة المدنية في معهد ماساتشوستس للتكنولوجيا في كامبريدج، ماساتشوستس.
سافر لوفتينج على نطاق واسع كمهندس مدني قبل الالتحاق بفوج الحرس الإيرلندي التابع للجيش البريطاني في الحرب العالمية الأولى. ولأنه لم يكن راغبًا في الكتابة إلى أطفاله عن الحرب الوحشية، فقد كتب رسائل خيالية، والتي أصبحت فيما بعد الأساس لروايات دكتور دوليتل الناجحة للأطفال. أصيب بجروح خطيرة في الحرب، وهاجر مع عائلته إلى كيلينجورث، كونيتيكت، في عام 1919. تزوج ثلاث مرات وأنجب ثلاثة أطفال، أحدهم، ابنه كريستوفر، والذي أصبح المتصرف بممتلكاته الأدبية.
توفي لوفتينج في 26 سبتمبر 1947 في منزله في توبانجا، بولاية كاليفورنيا، نتيجة إصابته بتليف الكبد. دُفن في مقبرة إيفرجرين في كيلينغورث، مقاطعة ميدلسكس، كونيتيكت.